# Roturas
Roturas is een gemeente in de Spaanse provincie Valladolid in de regio Castilië en León met een oppervlakte van 11,51 km². Roturas telt 32 inwoners (1 januari 2016).

## Demografische ontwikkeling
Bron: INE, 1857-2011: volkstellingen